# Holoadeninae
Holoadeninae Hedges, Duellman & Heinicke, 2008 è una sottofamiglia di anfibi dell'ordine degli Anuri.

## Distribuzione
Le specie di questa sottofamiglia vivono in Ecuador, Colombia, Perù, Bolivia e Brasile.

## Tassonomia
La sottofamiglia comprende 13 generi, per un totale di 156 specie:
- Bahius bilineatus Dubois, Ohler, and Pyron, 2021 (1 sp.)
- Barycholos Heyer, 1969 (2 sp.)
- Bryophryne Hedges, Duellman, and Heinicke, 2008 (11 sp.)
- Euparkerella Griffiths, 1959 (5 sp.)
- Holoaden Miranda-Ribeiro, 1920 (4 sp.)
- Lynchius Hedges, Duellman, and Heinicke, 2008 (8 sp.)
- Microkayla De la Riva, Chaparro, Castroviejo-Fisher, and Padial, 2017 (25 sp.)
- Niceforonia Goin and Cochran, 1963 (15 sp.)
- Noblella Barbour, 1930 (16 sp.)
- Oreobates Jiménez de la Espada, 1872 (26 sp.)
- Phrynopus Peters, 1873 (35 sp.)
- Psychrophrynella Hedges, Duellman, and Heinicke, 2008 (5 sp.)
- Qosqophryne Catenazzi, Mamani, Lehr, and von May, 2020 (3 sp.)